# Kraftwerk Spullersee
Kraftwerk Spullersee är ett vattenkraftverk i Österrike.   Det ligger i distriktet Bludenz och förbundslandet Vorarlberg, i den västra delen av landet, 500 km väster om huvudstaden Wien. Kraftwerk Spullersee ligger 1 030 meter över havet.
Terrängen runt Kraftwerk Spullersee är huvudsakligen bergig, men åt nordväst är den kuperad. Kraftwerk Spullersee ligger nere i en dal. Närmaste större samhälle är Bludenz, 17,7 km väster om Kraftwerk Spullersee. 
Trakten runt Kraftwerk Spullersee består i huvudsak av gräsmarker. Runt Kraftwerk Spullersee är det ganska glesbefolkat, med 38 invånare per kvadratkilometer.